# Srebrodolskita
La srebrodolskita és un mineral de la classe dels òxids que pertany al subgrup de la brownmil·lerita. Rep el seu nom de Boris Ivanovich Srebrodolsky (1927), mineralogista de l'Institut de geologia i geoquímica de Lvov (Ucraïna).

## Característiques
La srebrodolskita és un òxid de fórmula química Ca₂Fe₂3+O₅. Cristal·litza en el sistema ortoròmbic. La seva duresa a l'escala de Mohs és 5,5. Forma una sèrie de solució sòlida amb la brownmil·lerita. Va ser descoberta l'any 1984 a Kopeisk, a l'óblast de Txeliàbinsk (Rússia).
Segons la classificació de Nickel-Strunz, la srebrodolskita pertany a «04.AB: Òxids amb proporció Metall:Oxigen = 2,1 i 1:1, amb M:O = 1:1 (i fins a 1:1,25); amb cations grans» juntament amb els següents minerals: swedenborgita, brownmil·lerita, montroydita, litargiri, romarchita i massicot.